# لا نهاية في الأفق
لا نهاية في الافق هو فيلم وثائقي أمريكي لعام 2007 عن الاحتلال الأمريكي للعراق. أول فيلم لـ"تشارلز فيرغسون" الذي حصل على جائزة الأوسكار تم عرضه لأول مرة في 22 يناير 2007 في مهرجان ساندانس السينمائي، وفتح في أول اثنين من المسارح في الولايات المتحدة في 27 يوليو 2007. بحلول ديسمبر من ذلك العام ، كان لديها إجمالي مسرحي من 1.4 مليون دولار. رُشح الفيلم لأفضل فيلم وثائقي في جوائز الأوسكار الثامنة والثمانين.

## المقابلات
يتألف الفيلم إلى حد كبير من مقابلات مع أشخاص شاركوا في سلطة الاحتلال العراقي الأولية ومكتب إعادة الإعمار والمساعدات الإنسانية (ORHA)، الذي أُستُبدل فيما بعد بالسلطة المؤقتة للائتلاف (CPA). تمت مقابلة خمسة وثلاثين شخصًا أصيبوا بخيبة أمل بسبب ما مروا به في ذلك الوقت. وعلى وجه الخصوص، يزعم العديد من الذين أجريت معهم المقابلات أن قلة خبرة الأعضاء الأساسيين في إدارة بوش ـ ورفضهم السعي إلى الاعتراف أو قبول مدخلات من جهات خارجية أكثر خبرة ـ كانت السبب الرئيسي وراء جهود الاحتلال الكارثية. ومن بين الأشخاص الآخرين الذين أجريت معهم المقابلات جنود سابقون كانوا متمركزين في العراق ومؤلفون وصحفيون انتقدوا تخطيط الحرب.
الذين تمت مقابلتهم هم:
- الفريق أول جاي جارنر، الذي أدار لفترة وجيزة عملية إعادة إعمار العراق قبل أن يحل محله إل. بول بريمر
- السفيرة باربرا بودين، التي تولت لفترة وجيزة مسؤولية السفارة في بغداد في ربيع عام 2003
- ريتشارد أرميتاج، نائب وزير خارجية الولايات المتحدة من عام 2001 إلى عام 2005
- روبرت هاتشينجز، الرئيس السابق لمجلس الاستخبارات الوطني
- العقيد لورانس ويلكرسون، رئيس الأركان السابق لكولين باول
- العقيد بول هيوز، الذي عمل في مكتب تنسيق الشؤون الإنسانية ثم في سلطة التحالف المؤقتة، ويعمل حاليًا كمستشار أول في معهد السلام الأمريكي
- جورج باكر، مؤلف كتاب بوابة القتلة
- كريس ألبريتون، صحفي ومدون في مجلة تايم
- مارك جارلاسكو، كبير محللي شؤون العراق في وكالة استخبارات الدفاع من عام 1997 إلى عام 2003
- جوست هيلترمان، مدير شؤون الشرق الأوسط في مجموعة الأزمات الدولية
- سامانثا باور، مؤلفة كتاب "مشكلة من الجحيم"، وأستاذة في كلية كينيدي بجامعة هارفارد، وسفيرة الولايات المتحدة لدى الأمم المتحدة من عام 2013 إلى عام 2017
- جيمس فالوز، مؤلف كتاب "أعمى في بغداد "، المحرر الوطني في مجلة ذا أتلانتيك
- بول بيلار، ضابط الاستخبارات الوطنية لشؤون الشرق الأوسط في مجلس الاستخبارات الوطني من عام 2000 إلى عام 2005
- علي فاضل، صحفي عراقي
- الملازم الأول سيث مولتون، من مشاة البحرية الأمريكية، انتُخب ممثلاً للولايات المتحدة عن الدائرة الكونجرسية السادسة في ماساتشوستس في عام 2014
- ليندا بيلمز، مساعدة وزير التجارة الأمريكية السابقة، وأستاذة في كلية كينيدي بجامعة هارفارد، والمؤلفة المشاركة لكتاب حرب الثلاثة تريليونات دولار
- ديفيد يانسي، أخصائي، الشرطة العسكرية، الجيش الأمريكي
- هوغو جونزاليس، مدفعي ميداني، الجيش الأمريكي
- عمر الفقيقي مدير مكتب صحيفة واشنطن بوست في بغداد
- نير روزن، صحفي
- والتر ب. سلوكومبي، المستشار الأول للأمن والدفاع في سلطة التحالف المؤقتة
- أماتزيا بارام (أمازيا بارام)، أستاذ تاريخ الشرق الأوسط، والمستشار السابق لإدارة بوش
- عايدة عسيران وكيلة وزارة حقوق الإنسان السابقة في العراق

اُختير المحاربين القدامى الثلاثة في العراق -مولتون، ويانسي، وجونزاليس- من بين مجموعة أكبر من المحاربين القدامى في العراق الذين تم أخذهم في الاعتبار. اختار فيرجسون تضمين هؤلاء الثلاثة في الفيلم لأنهم قدموا المقابلات "الأكثر إثارة للاهتمام والأكثر تمثيلاً والأكثر إيلامًا".

### لقطات أرشيفية
- دونالد رامسفيلد، وزير الدفاع الأمريكي
- كونداليزا رايس، وزيرة خارجية الولايات المتحدة
- سيرجيو فييرا دي ميلو، المفوض السامي لحقوق الإنسان البرازيلي لدى الأمم المتحدة، الذي لقي حتفه في تفجير فندق القناة في بغداد في 19 أغسطس/آب 2003 .

## محتوى
تركز رواية "لا نهاية في الأفق" بشكل أساسي على الفترة التي أعقبت الغزو الأمريكي للعراق في مارس 2003 . ويؤكد التقرير أن الأخطاء الجسيمة التي ارتكبتها إدارة الرئيس جورج دبليو بوش خلال تلك الفترة كانت السبب في المشاكل اللاحقة في العراق، مثل تصاعد التمرد، وانعدام الأمن والخدمات الأساسية للعديد من العراقيين، والعنف الطائفي، وفي مرحلة ما، خطر اندلاع حرب أهلية كاملة.
يشير الفيلم إلى عدم وجود تخطيط مسبق لحكم العراق بعد الغزو. وانتقد التقرير وزير الدفاع دونالد رامسفيلد لعدم توفيره قوات كافية للحفاظ على النظام أو إعلان الأحكام العرفية بعد غزو البلاد. وقد حددت هيئة تقييم الأثر الإنساني ما لا يقل عن عشرين مبنى حكوميا وموقعا ثقافيا مهما في بغداد، ولكن لم تتم حماية أي من هذه المواقع أثناء الغزو؛ وكانت وزارة النفط فقط هي التي حظيت بالحراسة. وفي غياب قوات الشرطة أو الجيش الوطني للحفاظ على النظام، تعرضت الوزارات والمباني للنهب، بما في ذلك مكاتبها وطاولاتها وكراسيها وهواتفها وأجهزة الكمبيوتر الخاصة بها، وحتى الآلات الكبيرة والحديد، على الرغم من أن رامسفيلد رفض في البداية عمليات النهب الواسعة النطاق باعتبارها ليست أسوأ من تلك التي تحدث أثناء أعمال الشغب في المدن الأميركية. ومن بين المواقع المنهوبة كانت هناك متاحف عراقية تحتوي على قطع أثرية لا تقدر بثمن من بعض أقدم الحضارات الإنسانية، والتي يقال إنها أرسلت إشارات مخيفة إلى المواطن العراقي العادي بأن القوات الأميركية لم تكن تنوي الحفاظ على القانون والنظام. وفي نهاية المطاف، تحول النهب إلى تدمير منظم لبغداد. إن تدمير المكتبات والسجلات، إلى جانب " اجتثاث البعث "، أدى إلى تدمير البيروقراطية التي كانت موجودة قبل الغزو الأمريكي، وأفاد موظفو مكتب إعادة إعمار العراق أنهم اضطروا إلى البدء من الصفر لإعادة بناء البنية التحتية الحكومية.
وفقًا للفيلم، كانت هناك ثلاثة أخطاء فادحة بشكل خاص ارتكبها بول بريمر، رئيس التحالف التقدمي :
- - إيقافه للتحضيرات لتشكيل الحكومة العراقية المؤقتة.
- أول أمر تنفيذي رسمي أصدره، والذي نفذ بموجبه عملية "اجتثاث البعث". كان حزب البعث الحاكم بقيادة صدام حسين يضم في صفوفه أغلبية كبيرة من موظفي الحكومة العراقية، بما في ذلك المسؤولين التعليميين وبعض المعلمين، حيث لم يكن من الممكن الوصول إلى مثل هذه المناصب إلا إذا كان الشخص عضواً فيه. وبأمر من سلطة التحالف المؤقتة، تم فصل هؤلاء الأفراد المهرة، وغير السياسيين في كثير من الأحيان، ومنعوا من تولي أي مناصب في الحكومة العراقية الجديدة.
- وكان أمره التنفيذي الرسمي الثاني، والذي أدى، خلافاً لنصيحة الجيش الأميركي، إلى حل جميع الكيانات العسكرية العراقية. وكانت القوات العسكرية الأميركية تريد الاحتفاظ بالقوات العراقية للمساعدة في الحفاظ على النظام، لكن بريمر قرر بدلا من ذلك بناء قوة عسكرية عراقية جديدة. وقد أدى هذا الأمر إلى بطالة 500 ألف شاب عراقي، وكان لدى العديد منهم عائلات ممتدة يجب إعالتها، وانضم العديد منهم بعد ذلك إلى إحدى قوات الميليشيات. في حالة الفوضى التي أعقبت الغزو، أصبحت مستودعات الأسلحة الضخمة في العراق متاحة للنهب من قبل أي شخص يريد الأسلحة والمتفجرات، وتجمع الجنود السابقون على المخزونات. وكانت القوات الأميركية تعرف مواقع مخازن الأسلحة، لكنها قالت إنها تفتقر إلى القوات اللازمة لتأمينها، وأن هذه الأسلحة سيتم استخدامها فيما بعد ضد الأميركيين وقوات الحكومة العراقية الجديدة.

وتُستشهد بهذه الأخطاء الثلاثة باعتبارها الأسباب الرئيسية للتدهور السريع الذي شهدته العراق المحتل نحو الفوضى، حيث أدى انهيار البيروقراطية الحكومية والجيش إلى انعدام السلطة والنظام. وعندما تحركت الجماعات الأصولية الإسلامية لملء هذا الفراغ، امتلأت صفوفها بالعراقيين المحبطين.

## استقبال
في موقع تجميع المراجعات، حصل الفيلم على نسبة موافقة 92%، بناءً على 98 مراجعة، مع متوسط تقييم 8.15/10؛ تنص آراء النقاد في الموقع على ما يلي: "يقدم الفيلم الوثائقي لتشارلز فيرجسون ملخصًا جيدًا للقرارات التي أدت إلى الفوضى في العراق بعد الحرب، ويقدم للجمهور المهتم سياسياً شيئًا كانوا يبحثون عنه: تفاصيل عملية صنع القرار". على موقع ميتاكريتيك، حصل الفيلم على تقييم 88 من 100، بناءً على 28 مراجعة، مما يشير إلى "الإشادة العالمية".
أعطى روجر إيبرت من صحيفة شيكاغو صن تايمز الفيلم 4 نجوم من أصل 4 وقال: "هذا ليس فيلمًا وثائقيًا مليئًا بالناشطين المناهضين للحرب أو الأهداف السهلة لمايكل مور . كان معظم الأشخاص في الفيلم مهمين لإدارة بوش". واختتم إيبرت بقوله "أنا لا أقارن أي شخص بهتلر على الإطلاق، لكن لا يسعني إلا أن أتذكر قصصه في مخبئه في برلين، وهو يحرك قوات غير موجودة على خريطة، ويصدر أوامر للجنرالات القتلى".
أشاد ريتشارد كورليس من مجلة تايم بالفيلم، قائلاً إنه "يتميز بنظرته الشاملة لكيفية وصولنا إلى هناك، ولماذا لا نستطيع الخروج"، ورأى أن الجميع يجب أن يشاهدوه، واصفًا إياه بأنه "هدية مثالية لإحياء ذكرى العطلة".  
ولقد وصف أيه أو سكوت من صحيفة نيويورك تايمز الفيلم بأنه "متطلب ومثير للغضب"، وقال إن "[تشارلز فيرجسون] يقدم مادة مألوفة بإيجاز وتأثير مثير للإعجاب، ويقدم رواية واضحة ومعتدلة ومدمرة للغطرسة وعدم الكفاءة على مستوى عال". وأوضح سكوت أن "معظم أحداث الفيلم تتناول فترة بضعة أشهر في ربيع وصيف عام 2003، عندما اتخذت سلسلة من القرارات التي كان لها دور كبير في تحديد المسار الرهيب للأحداث اللاحقة"، وأن "اليقين الإيديولوجي للموالين السياسيين طغى على المعرفة والخبرة التي يتمتع بها المهنيون العسكريون والدبلوماسيون والفنيون". وأضاف: "قد يزعم البعض أن السيد فيرجسون لم يتمكن من عرض سوى جانب واحد من القصة، بما أن السيد بريمر والسيد رامسفيلد والسيد وولفويتز رفضوا الظهور في الفيلم. ولكن المكانة المهنية المتراكمة للأشخاص الذين أجرى معهم المقابلات، وإصرارهم الهادئ والمفصل على الحقائق، يجعل مثل هذا الاعتراض غير معقول". وفي الختام، وصف سكوت الفيلم بأنه "رصين وكاشف وحيوي للغاية".
قال روب نيلسون من صحيفة ذا فيليج فويس : "إن فيلم تشارلز فيرجسون No End in Sight الذي تم تحريره ببراعة ونجاح كبير، يحول التفاصيل المعروفة عن حرب العراق التي فشلت بشكل فظيع إلى سلسلة من الأخطاء الفادحة والمثيرة للغضب". وأضاف نيلسون أن الفيلم "هو بالتأكيد فيلم عن الفشل، وربما يكون الفيلم النهائي عن الفشل. أو ربما يكون فيلماً عن الفشل النهائي؟"، و"إنه ليس عملاً تحقيقياً (أو نشاطاً) بقدر ما هو تاريخي". في رأيه، "بالتركيز على الحرب نفسها، كان فيرجسون مهتمًا بشكل أساسي بتجميع ملف مصور عن عدم الكفاءة - ليس فقط للتأكيد على أن الحرب كان من الممكن كسبها وكسبها مبكرًا، ولكن للإيحاء بأن حجم عدم المسؤولية المتغطرسة سيحمل توابع إلى أبعد مدى في المستقبل كما يمكن للعقل أن يتخيله"، و"نهج فيرجسون لا هوادة فيه في آن واحد، وبمساعدة السرد المسطح لكامبل سكوت، هادئ ومتماسك بشكل مخيف". وقد أشار إلى أن "الأدلة تتحدث عن نفسها، وأن فيلم No End in Sight -الموجه إلى أولئك الذين سيتأثرون ضد الحرب بسبب العجز أكثر من الفجور- هو الفيلم الوثائقي الأمريكي النادر الذي لا يبدو أنه يبشر المهتدين، أو على الأقل ليس المهتدين فقط"، و"بالنسبة لأولئك منا الذين عارضوا الحرب لسنوات، فإن الفيلم مخيف للغاية في نفس الوقت، ويجب الاعتراف بأنه مطمئن بشكل مزعج".

### أفضل عشرة قوائم
ظهر فيلم No End in Sight في قائمة العشرة الأوائل لأفضل الأفلام لعام 2007 التي وضعها العديد من النقاد:
- المركز الثالث - تاي بور، صحيفة "بوسطن جلوب"
- المركز الخامس - أ. O. Scott, نيويورك تايمز
- الخامس - ليزا شوارزباوم، إنترتينمنت ويكلي
- السادس - دانا ستيفنز, سلات
- السادس - مارك موهان، ذا أوريجونيان
- السادس - مايكل سراجو، بالتيمور صن
- السادس - رينيه رودريجيز، ميامي هيرالد
- السابع - مارك سافلوف، ذا أوستن كرونيكل
- السابع - ريتشارد كورليس، تايم
- الثامن - آن هورنادي، واشنطن بوست
- الثامن - بيتر راينر، ذا كريستيان ساينس Monitor
- التاسع - كاري ريكي، فيلادلفيا انكوايرر (شركة)
- التاسع - أوين جليبرمان، إنترتينمنت ويكلي
- العاشر - سكوت فونداس، LA Weekly (متعادل مع Redacted والريح التي تهز الشعير  [لغات أخرى]‏)
- العاشر - ستيفاني زاكاريك، Salon (متعادل مع Redacted)

### الجوائز والترشيحات
في مهرجان صاندانس السينمائي لعام 2007، فاز فيلم No End in Sight بجائزة لجنة التحكيم الخاصة: فيلم وثائقي.
- جائزة الجمعية الوطنية لنقاد السينما لأفضل فيلم غير روائي
- جائزة دائرة نقاد السينما في نيويورك لأفضل فيلم غير روائي
- جائزة جمعية نقاد السينما في لوس أنجلوس لأفضل فيلم وثائقي/غير روائي
- جائزة دائرة نقاد السينما في سان فرانسيسكو لأفضل فيلم وثائقي
- جائزة دائرة نقاد السينما في فلوريدا لأفضل فيلم وثائقي
- جائزة جمعية نقاد السينما في الجنوب الشرقي لأفضل فيلم وثائقي
- جائزة جمعية نقاد السينما في تورنتو لأفضل فيلم وثائقي

في 22 يناير 2008، تم ترشيح الفيلم لجائزة الأوسكار لأفضل فيلم وثائقي، على الرغم من خسارته أمام فيلم Taxi to the Dark Side، والذي أخرجه أليكس جيبني، المنتج التنفيذي لفيلم No End in Sight . بالإضافة إلى ذلك، حصل تشارلز فيرجسون على ترشيح لجائزة نقابة كتاب أمريكا لأفضل سيناريو وثائقي . 

## نسخة الكتاب
تتوفر نسخة كتابية صدرت عام 2008 من كتاب "لا نهاية في الأفق: انحدار العراق إلى الفوضى " من تأليف فيرجسون، متاحة من دار النشر PublicAffairs. وهو يتضمن مقابلات مع الشخصيات الرئيسية في الفيلم فضلاً عن العديد من كبار الضباط العسكريين والمدنيين الرئيسيين الذين شاركوا في التحضيرات وتنفيذ مراحل احتلال عملية تحرير العراق، بما في ذلك أولئك المكلفين بالقيادة المركزية الأمريكية ومكتب المساعدات الإنسانية. 

## روابط خارجية
- الموقع الرسمي
- No End in Sight at Magnolia Pictures
- No End in Sight  في قاعدة بيانات الأفلام على الإنترنت (بالإنجليزية)
- No End in Sight في روتن توميتوز.
- لا نهاية في الأفق  على ميتاكريتيك (بالإنجليزية).
- No End in Sight في موقع بوكس أوفيس موجو.
- [http://allmovie.com/movie/v381467 No End in Sight

] على موقع أول موفي.
- No End in Sight at sundance.org

المقابلات
- مقابلة مع المخرج تشارلز فيرجسون على موقع IONCINEMA.com
- مقابلة مع المخرج تشارلز فيرجسون في برنامج WBUR OnPoint مع توم أشبروك
- مقابلة C-SPAN Q&A مع فيرجسون حول فيلم No End in Sight ، 28 أكتوبر 2007